# هرشيو ساوثجيت

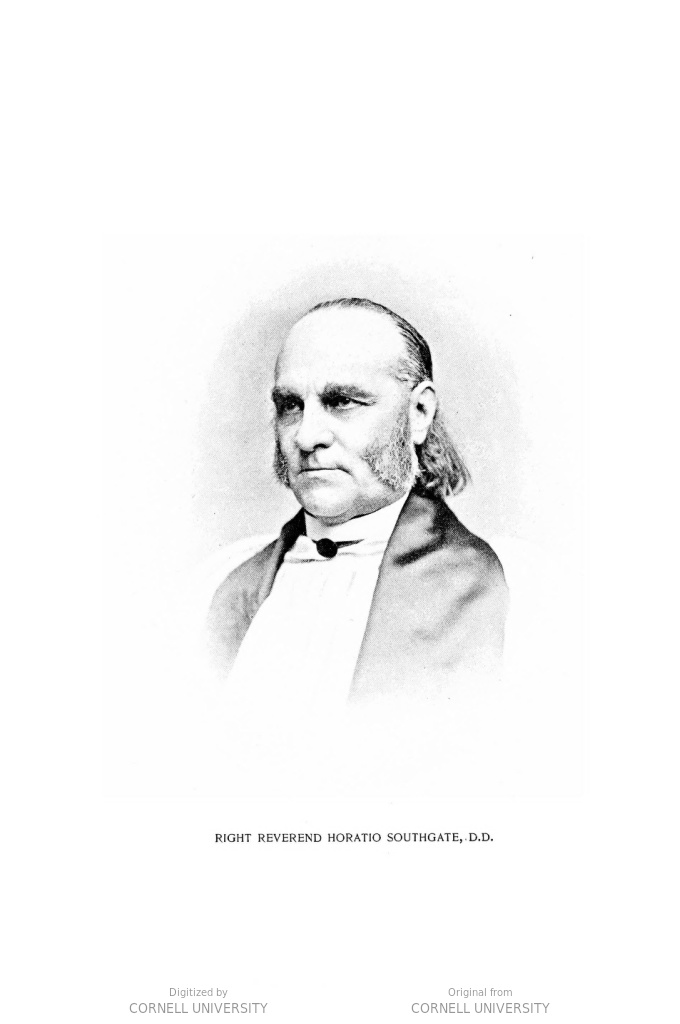
القس الأب هورشيو ساوثجيت

هرشيو ساوثجيت (بالإنجليزية: Horatio Southgate)‏ (1894-1812 م). كاهن، ومبشر بروتستانتي أمريكي وعضو الكنيسة الأسقفية في الولايات المتحدة. كلف بمهمة كنسية زار خلالها الدولة العثمانية، وبلاد فارس، وبلاد ما بين النهرين ومناطق أخرى في الشرق الأوسط.

## السيرة
ولد هورشيو ساوثجيت في مدينة بورتلاند بولاية مين في 5 يوليو/تموز 1812م.ابن المحامي المعروف هوراشيو ساوثجيت، وهو الذكر الثالث والابن الرابع من بين خمسة أبناء من زوجته الأولى (أبيجيل ماكليلان). تخرج من كلية بودوين عام 1832م، ودرس من اجل الرسامة الكهنوتية في مدرسة أندوفر اللاهوتية، كأبرشانيون وتخرج منها عام 1835م، أصبح عضواً في الكنيسة الأسقفية الأمريكية. وبعد ذلك رُسِم شماساً عام 1835م، من قبل الأسقف (جريسوولد).وبعد ذلك بوقت قصير تم تعيينه من قبل لجنة خارجية في مجلس البعثات لإجراء تحقيق عن أحوال المسلمين في تركيا وبلاد فارس. ابحر من نيويورك في أبريل 1836م، وعمل في مجال بحثه هذا مدة خمس سنوات وزار تركيا بلاد فارس وعاد في ديسمبر /أيلول 1838م، وعند عودته إلى الولايات المتحدة رسم كاهناً في كنيسة القديس بولس بمدينة نيو يورك على يد الأسقف (بنيامين ت. اندوردونك) في 3 إكتوبر 1839م.تم تعيينه مبشراً في القسطنطينية فأبحر مع زوجته عام 1840م، وبقي فيها أربع سنوات.
كُرس ساوثجيت أسقفاً مرسلاً على الكنائس الموجودة في الأراضي والممتلكات التابعة لسلطان الإمبراطورية العثمانية وذلك في 26 إكتوبر 1844م،
أكمل دراسته العليا في جامعة كولمبيا وحصل على درجة علمية (دكتوراه في الثالوث المقدس S.T.D) عام 1845-1846م.
وبعدها أمضى عدة سنوات في ترحال وسفر فيما تعرف اليوم بدول تركيا، وإيران، والعراق وأجزاء أخرى من الشرق الأوسط، وهو واحد من عدة رحالة أجانب زاروا بغداد في العهد العثماني حيث قام بالإتصال مع كنيسة اليعاقبة، والنساطرة، والآشوريين، وباقي الطوائف من المجتمع المسيحي، والتي تميزت بعلاقات مهمة مع الكنيسة الأسقفية البروتستانتية الأمريكية.كان برفقته رجال دين آخرون من الكنيسة الأسقفية مثل صموئيل بيني. دخل في جدل مع مجاميع تبشيرية أنجلو-أمريكية أخرى، تركز بشكل خاص على مكانة (الأرثوذكسية، شرعية الأوامر..إلخ.) الكنائس التاريخية في المنطقة التي كان المبشرون المشيخيون أقل تعاطفاً معها.
عام 1849م، عاد إلى الولايات المتحدة مع عائلته الشابة، وقد كانت زوجته في حالة صحية سيئة. وقدم إستقالته وقبلها مجلس الأساقفة عام 1850م. وبعدها بمدة قصيرة رفض انتخابه أسقفاً لولاية كاليفورنا عام 1850م، وكذلك في هايتي عام 1870م. عمل سوثجيت عميداً في كنينسة القديس لوقا في بورتلاند بولاية مين للفترة من (1850-1851)، وفي كنيسة أدفنت في بوسطن من (1852-1858)، في خريف عام 1859م، أصبح رئيساً لكنيسة صهيون في نيويورك والتي قضى فيها ثلاثة عشر عاماً، حتى إستقالته منها عام 1872م.
الأب هورشيو ساوثجيت عاش بمدينة فولز تشيرش في ولاية فرجينيا، وفي رافينسوود في حي كوين عندما كان يعمل في كنيسة سانت توماس.

## وفاته
توفي هورشيو ساوثجيت بسبب مرض الملاريا والتيفوئيد بأستوريا في بلدة كوينز في 11 أبريل/نيسان 1894م.
```
تبرع ابنه بكتاباته واوراقه إلى مدرسة بيركلي ديفينتي، ويمكن الوصول اليها، فهي متاحة من خلال مكتبة 
جامعة ييل
. اما سيرته الذاتية موجودة في 
جامعة فرجينيا
.
```

## مؤلفات
- جولة عبر أرمينيا وكردستان وبلاد فارس وبلاد ما بين النهرين (مجلدان، نيويورك، 1840).[7]
- زيارة الكنيسة السريانية (اليعقوبية) في بلاد ما بين النهرين (1844).[8]
- رسالة في العصور القديمة، عقيدة، كهنوت، عبادة في الكنيسة الأنجليكانية (باليونانية، القسطنطينية، 1849).
- توجيهات عملية بالصوم الكبير (نيويورك، 1850).[9]
- الحرب في الشرق (لندن، 1855).[10]